# 권선국
권선국(1969년 2월 15일 ~ )은 대한민국의 가수 겸 작사가이다.

## 학력
- 대전상업고등학교 졸업
- 한남대학교 토목공학과 학사 졸업

## 음반
- 《1집 권선국》 (1998년)
- 《2집 너의 이름 조차도》 (1999년)
- 《3집 Stay With Me》 (2003년)
- 《바람아...》  (2008년)
- 《세뇨리따》 (2013년)
- 《나는 좋아》 (2016년)
- 《무한우정》 (2017년)

## 방송
- 2016년 MBC 미스터리 음악쇼 복면가왕 - 슈퍼 히어로
- 2016년 SBS 불타는 청춘

## 같이 보기
- 김범룡
- 심신
- 곽창선
- 조원민
- 김알음